# Wasilków (gmina)
La gmina de Wasilków est une commune urbaine-rurale polonaise de la voïvodie de Podlachie et du powiat de Białystok. Elle s'étend sur 127,17 km² et comptait 12.790 habitants en 2006. Son siège est la ville de Wasilków qui se situe à environ 11 kilomètres au nord de Białystok.

## Villages
Hormis la ville de Wasilków, la gmina de Wasilków comprend les villages et localités de Burczak, Dąbrówki, Horodnianka, Horodnianka-Kolonia, Jurowce, Jurowce-Kolonia, Katrynka, Katrynka-Leśniczówka, Mostek, Mostek-Gajówka, Nowodworce, Osowicze, Ożynnik, Podkrzemionka, Rybniki, Sielachowskie, Sochonie, Studzianki, Wólka Poduchowna, Wólka-Przedmieście, Woroszyły, Zapieczki et Zaścianek.

## Villes et gminy voisines
La gmina de Wasilków est voisine de la ville de Białystok et des gminy de Czarna Białostocka, Dobrzyniewo Duże et Supraśl.